# Tamoya haplonema
Tamoya haplonema är en giftig kubmanet som uppges kunna bli upp till 220 mm lång. Tamoya haplonema ingår i släktet Tamoya, och familjen Tamoyidae. Inga underarter finns listade.